# 1,2-Butandiol
1,2-Butandiol (nach IUPAC-Nomenklatur: Butan-1,2-diol, gelegentlich auch als 1,2-Butylenglykol bezeichnet) ist eine organisch-chemische Verbindung aus der Stoffgruppe der zweiwertigen Alkohole, genauer gesagt der gesättigten Diole. Er findet meist als Lösungsmittel oder Zwischenprodukt bei organischen Synthesen Anwendung.

## Isomere
1,2-Butandiol hat ein Chiralitätszentrum, es existieren zwei Enantiomere: (R)-1,2-Butandiol und (S)-1,2-Butandiol. Ohne näher spezifizierenden Zusatz ist meist ein Gemisch der beiden Substanzen gemeint.
| Isomere von 1,2-Butandiol |                       |                   |
| Name                      | (R)-1,2-Butandiol     | (S)-1,2-Butandiol |
| Strukturformel            | (R)-1,2-Butandiol     | (S)-1,2-Butandiol |
| CAS-Nummer                | 40348-66-1            | 73522-17-5        |
| CAS-Nummer                | 584-03-2 (unspez.)    |                   |
| EG-Nummer                 | 805-781-9             | 805-782-4         |
| EG-Nummer                 | 209-527-2 (unspez.)   |                   |
| ECHA-Infocard             | 100.232.775           | 100.232.776       |
| ECHA-Infocard             | 100.008.663 (unspez.) |                   |
| PubChem                   | 641012                | 6993189           |
| PubChem                   | 11429 (unspez.)       |                   |
| Wikidata                  | Q27123549             | Q27123550         |
| Wikidata                  | Q161457 (unspez.)     |                   |

## Gewinnung und Darstellung
1,2-Butandiol wird technisch durch Hydratisierung von 1,2-Epoxybutan bei Temperaturen von 160–220 °C und Drücken von 10–30 bar katalysatorfrei hergestellt.
Dabei wird ein 10- bis 20-facher molarer Überschuss an Wasser eingesetzt, um die Bildung von Polyethern zu reduzieren.
Die Selektivitäten zu 1,2-Butandiol liegen je nach Wasserüberschuss bei 72–92 %.
Die Umsetzung kann auch in Anwesenheit eines stark sauren Ionenaustauscherharzes oder kleinere Mengen an Schwefelsäure schon unter 160 °C und bei geringem Überdruck durchgeführt werden.
Des Weiteren kann es durch OsO4-Oxidation von But-1-en im Rahmen einer Dihydroxylierung gewonnen werden.

## Eigenschaften

### Physikalische Eigenschaften
Butan-1,2-diol hat eine relative Gasdichte von 3,1 (Dichteverhältnis zu trockener Luft bei gleicher Temperatur und gleichem Druck) und eine relative Dichte des Dampf-Luft-Gemisches von 1,00 (Dichteverhältnis zu trockener Luft bei 20 °C und Normaldruck). Außerdem weist 1,2-Butandiol einen Dampfdruck von 0,1 hPa bei 20 °C auf. Die dynamische Viskosität beträgt 73 mPa·s bei 20 °C.

### Chemische Eigenschaften
1,2-Butandiol ist eine brennbare, schwer entzündbare Flüssigkeit aus der Stoffgruppe der Alkohole. Der Stoff ist in jeden Verhältnis mit Wasser mischbar, in Alkoholen leicht sowie in Estern und Ethern schwer löslich. In Kohlenwasserstoffen ist 1,2-Butandiol unlöslich. Des Weiteren gilt er als schwer bzw. sehr schwer flüchtig. Durch Hitzeeinwirkung zersetzt sich der Stoff in Formaldehyd. 1,2-Butandiol kann in gefährlicher Weise mit Oxidationsmitteln, Reduktionsmitteln, Säuren, Säureanhydriden, Säurechloriden und Chlorformiaten reagieren.

## Verwendung
1,2-Butandiol wird als Lösungs- und Feuchthaltemittel sowie zur Herstellung von Epoxidharzen, Polyamiden, und Polyurethanen verwendet. Die Ester und Ether von 1,2-Butandiol werden auch als Weichmacher eingesetzt.

## Sicherheitshinweise
1,2-Butandiol ist ein brennbarer, jedoch schwer entzündbarer Stoff. Hauptsächlich wird der Stoff über den Atemtrakt aufgenommen. Des Weiteren wird eine sehr effektive Resorption über die Haut und den Verdauungstrakt vermutet. Bei Aufnahme oder Exposition kommt es akut zu Reizungen der Augen. Chronisch sind für den Menschen keine Angaben verfügbar. Eine Reproduktionstoxizität sowie eine mutagene Wirkung konnte durch Tests ausgeschlossen werden. Zur Kanzerogenität liegen keine ausreichenden Angaben vor. Die Zündtemperatur beträgt 390 °C. Der Stoff fällt somit in die Temperaturklasse T2 und in die Explosionsgruppe IIA. Der untere Explosionspunkt beträgt 92 °C. Mit einem Flammpunkt von 102 °C gilt 1,2-Butandiol als schwer entflammbar.